# Marc Gasol
Marc Gasol Sáez (født 29. januar 1985, i Barcelona, Spanien) er en spansk basketballspiller, der spiller som center i NBA-klubben Toronto Raptors. Han blev draftet til ligaen i 2007. Før sin NBA-karriere spillede Gasol for Akasvayu Girona i den spanske liga. Hans storebror, Pau Gasol spiller også i NBA.

## Landshold
Gasol er en fast del af det spanske landshold, der blandt andet blev verdensmestre ved VM i Japan i 2006. Desuden var han en del af landets trup ved OL 2008 i Beijing.